# Пад заставице
Пад заставице је термин у вези са шахом.
Заставица је уређај на шаховском часовнику, који својим падом сигнализује да је истекло време предвиђено за размишљање. Обично је црвене боје. Све што показује заставица, сматра се исправним у смислу Правила шаха (шаховски сат са очигледним кваром мора раније бити замењен).
У стандардном шаху сматра се да је играчу „пала заставица“ кад ту чињеницу основано рекламира играч или судија. Ако су обе заставице пале, а немогуће је установити која је пала прва (не значи да је прво пала играчу који у тренутку утврђивања има више потрошеног времена), партија ће бити настављена, односно, партија ће бити проглашена ремијем.
Пад заставице није исто што и мат или пат. Сагласност о ремију важи и ако се после тога установи да је заставица пала. Хипотетички случај може настати ако су обе заставице истовремено пале, што се може догодити само после одиграног потеза. Партију у том случају губи играч чији часовник мирује, јер он није стигао да заврши потез.
За заставицу се каже да почиње да „виси“ када шахиста уђе у последњих пет минута времена предвиђеног за размишљање.